# Paolo di Tebe (patriarca)
Paolo di Tebe (... – 1370) è stato un vescovo cattolico dell'Italia meridionale che detenne varie sedi episcopali nell'Oriente latino, prima di diventare patriarca latino titolare di Costantinopoli.
Fu impegnato in diverse trattative per una possibile riconciliazione tra le Chiese con l'Impero bizantino.

## Biografia

### Episcopati di Amiso, di Smirne e di Tebe
I primi anni di vita di Paolo sono oscuri; proveniva dall'Italia meridionale e fu vescovo latino di Amiso fino al 10 luglio 1345, quando fu nominato arcivescovo latino di Smirne, una città sulla penisola anatolica che era stata recentemente conquistata dai turchi aydinidi e che era ancora minacciata da loro.

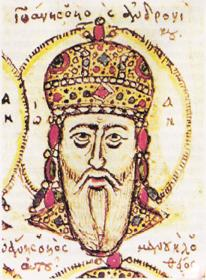
Ritratto in miniatura di Giovanni V Paleologo in età avanzata

Nel 1355, in seguito alla presa ottomana di Gallipoli nell'anno precedente, Paolo entrò in trattative con l'imperatore bizantino Giovanni V Paleologo per un riavvicinamento tra Bisanzio e la Chiesa cattolica, in cambio dell'aiuto militare occidentale. Paolo ottenne notevoli concessioni dall'imperatore in difficoltà, tra cui l'attiva promozione della Chiesa latina e persino della lingua latina, l'invio di suo figlio Manuele come ostaggio alla corte papale e l'istituzione di una rappresentanza papale permanente a Costantinopoli. Durante il suo soggiorno a Costantinopoli, Paolo prese parte anche a una disputa teologica tra Gregorio Palamas e Niceforo Gregora. All'inizio del 1356, Paolo, accompagnato dall'ambasciatore bizantino, il megas hetaireiarches Nicholas Sideros, salpò per la corte papale di Avignone, dove arrivarono all'inizio di giugno. Papa Innocenzo VI rispose alle offerte dell'imperatore in modo vago, ed evitò di impegnarsi nell'invio di aiuti militari, ma inviò Pietro Tommaso e Guglielmo Conti come legati papali a Costantinopoli. Le diverse priorità e concezioni dei bizantini e dei latini contribuirono alla fine e al fallimento dei negoziati; una lettera del 1357 di Giovanni V rimase senza risposta da parte di Innocenzo VI fino alla sua morte nel 1362.
Il 15 maggio 1357, Paolo fu nominato arcivescovo metropolita di Tebe, nella Grecia centrale.

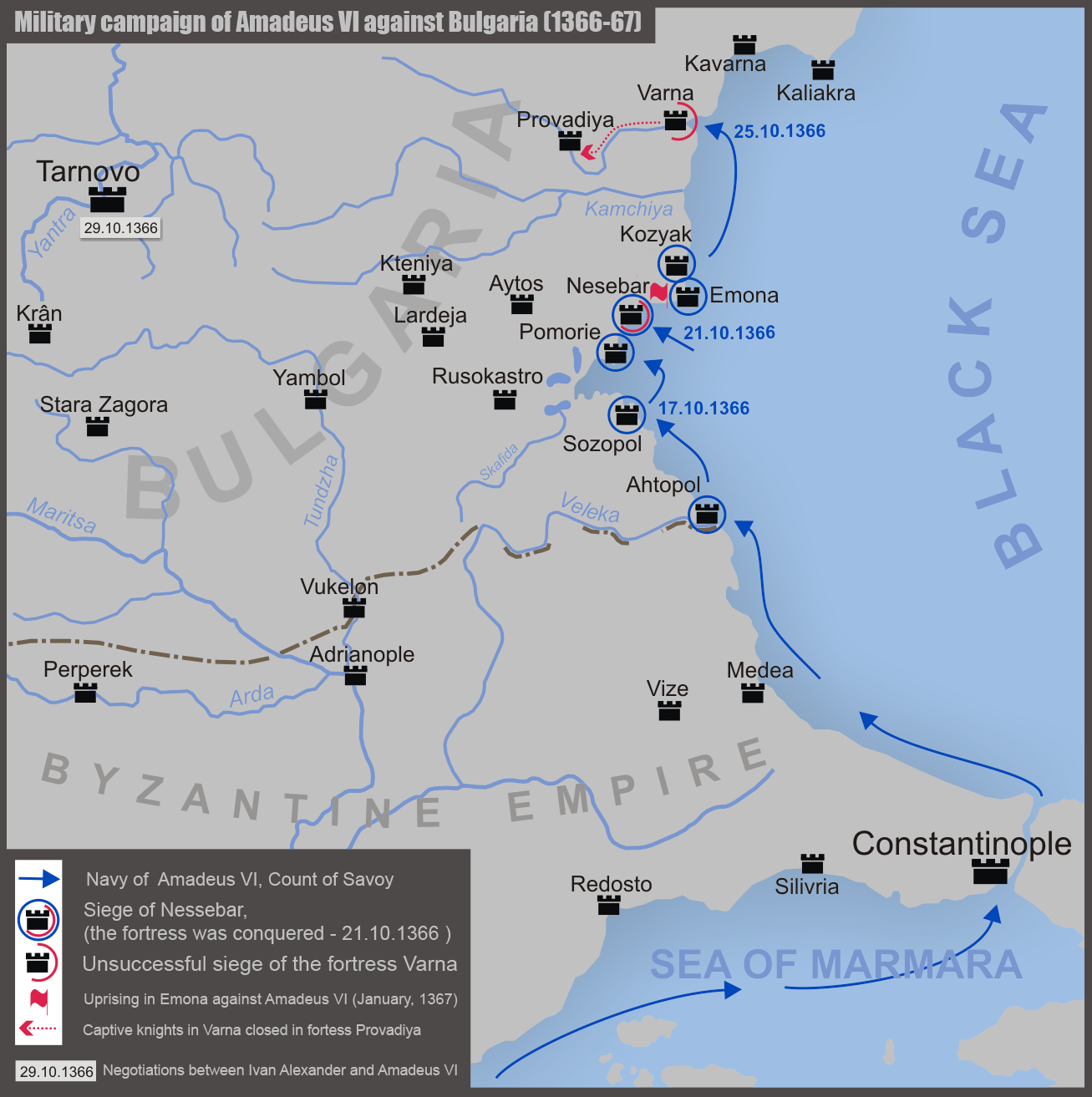
Mappa della campagna bulgara di Amedeo VI

### Patriarcato di Costantinopoli
Il 17 aprile 1366 fu nominato patriarca latino titolare di Costantinopoli. Tra il 1366 e il 1367, Paolo svolse un ruolo attivo nella crociata sabauda di Amedeo VI, conte di Savoia, grazie alla sua conoscenza diretta degli affari interni e della politica bizantina. Nell'autunno del 1366, durante la campagna di Amedeo contro i bulgari, che tenevano prigioniero Giovanni V presso la fortezza bulgara di Vidin, Paolo diresse un'ambasciata crociata nella capitale bulgara, Tirnovo. Lì si assicurò il riscatto di un certo numero di capi crociati presi prigionieri, così come dell'imperatore Giovanni, in cambio della revoca dell'assedio di Varna da parte di Amedeo. In segno di gratitudine per la sua assistenza durante la crociata, Amedeo donò a Paolo un palafreno grigio del valore di cento ducati d'oro e scrisse a Papa Urbano V, raccomandando che Paolo fosse nominato al lucroso arcivescovado latino di Patrasso, che era stato recentemente liberato dalla morte del suo titolare, Angelo I Acciaioli. Infatti, il 20 ottobre 1367 il papa nominò Paolo amministratore apostolico della sede vacante.
Prima della sua partenza per l'Italia, Amedeo aveva ripreso i negoziati con Giovanni V per una riunificazione delle Chiese. Sia il conte che Paolo cercarono di garantire l'impegno dell'imperatore al progetto chiedendo un prestito a suo nome per consentire ad Amedeo di tornare in Italia, in cambio della cessione a lui delle fortezze che i Savoia avevano recentemente conquistato, e in cambio della promessa da parte dello stesso Giovanni di comparire davanti al Papa entro breve tempo. Prima della partenza definitiva di Paolo e Amedeo per l'Italia nel giugno 1367, si tenne una disputa nel palazzo imperiale tra Paolo e l'ex imperatore e monaco Giovanni VI Cantacuzeno – il patriarca ortodosso di Costantinopoli si era rifiutato di trattare con Paolo – davanti alla coppia imperiale, i loro figli e tre anziani prelati bizantini. Nella disputa, il Cantacuzeno riuscì a convincere Paolo che per risolvere le differenze dottrinali tra Oriente e Occidente, entro i successivi due anni si sarebbe dovuto tenere un concilio ecumenico a Costantinopoli.
L'idea di un concilio ecumenico fu rapidamente respinta dal Papa, ma la visita di Giovanni V alla corte papale si concretizzò davvero, con l'imperatore bizantino che si recò in Italia e incontrò il Papa a Roma nell'ottobre del 1369, occasione in cui l'imperatore abbracciò la dottrina cattolica. Nonostante la pubblica sottomissione di Giovanni al papato, tuttavia, le ricompense in cui lui e altri filo-occidentali nella sua corte avevano sperato non si concretizzarono, e nonostante la conversione personale di Giovanni, la prospettiva di una piena unione delle Chiese alle condizioni dettate da Roma rimasero profondamente impopolari e furono rifiutate sia dalla chiesa bizantina che dal popolo.
Paolo morì nel 1370, o nel gennaio o all'inizio di febbraio 1371.